# Mammillaria morganiana
Mammillaria morganiana ist eine Pflanzenart aus der Gattung Mammillaria in der Familie der Kakteengewächse (Cactaceae). Das Artepitheton morganiana ehrt den US-amerikanischen Optometristen und Sukkulentenliebhaber Meredith Walter Morgan (1887–1957) aus Richmond.

## Beschreibung
Mammillaria morganiana wächst zuerst einzeln, später sich dichotom verzweigend und Gruppen bildend. Die kugeligen bis kurz zylindrischen Triebe sind leuchtend blaugrün mit eingesengtem Scheitel. Sie werden bis zu 8 Zentimeter im Durchmesser groß. Die pyramidalen Warzen haben Milchsaft. Die Axillen sind mit feinen, bis zu 2 Zentimeter langen Haaren besetzt. Die 4 bis 5 Mitteldornen sind gerade, nadelig, weiß mit brauner Spitze und 1 Zentimeter lang. Die 40 bis 50 Randdornen sind weiß, sehr fein, nadelig bis haarig, verdreht und ineinandergreifend und bis zu 1,2 Zentimeter lang.
Die cremefarbenen bis rosafarbenen Blüten haben einen tiefrosafarbenen Mittelstreifen. Sie sind 1,5 Zentimeter lang und haben einen ebensolchen Durchmesser. Die roten  Früchte enthalten braune  Samen.

## Verbreitung, Systematik und Gefährdung
Mammillaria morganiana ist im mexikanischen Bundesstaat Guanajuato verbreitet.
Die Erstbeschreibung erfolgte 1933 durch Ernst Tiegel (1879–1936).
In der Roten Liste gefährdeter Arten der IUCN wird die Art als „Data Deficient (DD)“, d. h. mit keinen ausreichenden Daten geführt.

## Nachweise